# Arturo Rosenblueth
Arturo Rosenblueth Stearns (Chihuahua, 2 de outubro de 1900 — Cidade do México, 20 de setembro de 1970) foi um fisiologista mexicano.

## Obras
- Arturo Rosenblueth, Walter Cannon: Fisiología del sistema nervioso autónomo (Physiology of the Autonomous Nervous System) (1937)
- Arturo Rosenblueth, Norbert Wiener, Julian Bigelow: Behavior, Purpose and Teleology (1943)